# Eddie Weitzberg
Edvard "Eddie" Terrence Weitzberg, född 19 oktober 1955 i Strängnäs stadsförsamling i Södermanlands län, är en svensk läkare och professor.
Eddie Weitzberg blev medicine kandidat vid Uppsala universitet 1978, tog läkarexamen där 1982. Sedan 1987 har han varit verksam vid Karolinska sjukhuset. 2003 utnämndes han till professor i anestesiologi och intensivvård vid Karolinska Institutet.
Han är sedan 1998 gift med artisten Maritza Horn (född 1951) och är far till artisten Melissa Horn (född 1987).